# Елегія (фільм)
«Елегія» (англ. Elegy) — мелодрама іспанського режисера Ізабель Койшет. Сюжет фільму заснований на романі Філіпа Рота «Вмираюча тварина» (англ. The Dying Animal). Дія роману відбувається в Нью-Йорку; знімався фільм в Ванкувері.

## Зміст
Історія взаємин викладача коледжу Девіда Кепеша та юної невинної кубинки Консуели Кастільо, яку він зустрічає в Нью-Йорку. Він – самотній плейбой, котрий буквально сприйняв гасла сексуальної революції і залишив дружину та дітей взамін на сексуальну безтурботність. Вона – єдина донька католицького сімейства кубинських іммігрантів. Й удавана прірва між ними стає ґрунтом для гарячого роману, що кинув Кепеша з божевільних безвідповідальних зв'язків у вир любовних страждань і ревнощів.

## Ролі
- Пенелопа Крус — Консуела Костилло
- Бен Кінгслі — Девід Кепеш
- Денніс Хоппер — Джордж О'Хірн
- Пітер Сарсгаард — Кеннет Кепеш
- Патриша Кларксон — Керолін
- Дебора Гаррі — Емі О'Хірн

## Прийом критикою
Фільм увійшов в деякі критичні топ-списки американських газет як найкращий фільм 2008 року. Зокрема, фільм зайняв третю позицію в огляді Кімберлі Джонса (газета The Austin Chronicle), четверту позицію в огляді Майка Рассела (газета The Oregonian), п'яту позицію в огляді мажор Баумгартен (газета The Austin Chronicle) і шосту позицію в огляді Андреа Гронвалл (журнал Chicago Reader).
Фільм був номінований на премію Золотий ведмідь Берлінського кінофестивалю в 2008 році.